# Kosciuszko Road
Die Kosciuszko Road ist eine Touristenstraße im Südosten des australischen Bundesstaates New South Wales. Sie verbindet den Alpine Way und den Barry Way in Jindabyne mit dem Wintersportort Charlotte Pass.

## Verlauf
Die Straße verlässt Jindabyne Richtung Norden und führt zunächst am Westufer des Lake Jindabyne entlang. Dann wendet sie sich nach Westen und tritt in den Kosciuszko-Nationalpark ein. Nach etwa 20 km zweigt nach Norden eine Zufahrtsstraße zu den Wintersportorten Island Bend und Guthega, direkt am Snowy River, ab, während die Kosciuszko Road nach Südwesten abbiegt und den Ort Smiggin Holes erreicht. Wenig weiter führt die Straße durch den Skiort Perisher Valley und endet schließlich in der kleinen Siedlung Charlotte Pass unterhalb des gleichnamigen Passes.
Bis 1982 war die Kosciuszko Road von dort aus noch weitere 9 km bis zum Gipfel des Mount Kosciuszko befahrbar. Heute ist dieser Streckenabschnitt aus Umweltschutzgründen für alle Motorfahrzeuge gesperrt.

## Bedeutung und Straßenzustand
Die Kosciuszko Road ist die einzige Zufahrt zu den bekanntesten Wintersportgebieten Australiens. Im Winter ist sie allerdings meist schneebedeckt. Die letzten 7 km von Perisher bis Charlotte Pass sind dann gesperrt, sodass der Ort Charlotte Pass nur mit speziellen, geländegängigen Bussen oder Schneemobilen erreicht werden kann.
In den Sommermonaten vermittelt die Straße die Zufahrt zu den Aufstiegsrouten zum Mount Kosciuszko und anderen Bergen des Hauptkammes der Snowy Mountains. Der für Motorfahrzeuge gesperrte, letzte Streckenabschnitt ist dabei eine der Aufstiegsrouten zum höchsten Berg Australiens.

## Galerie

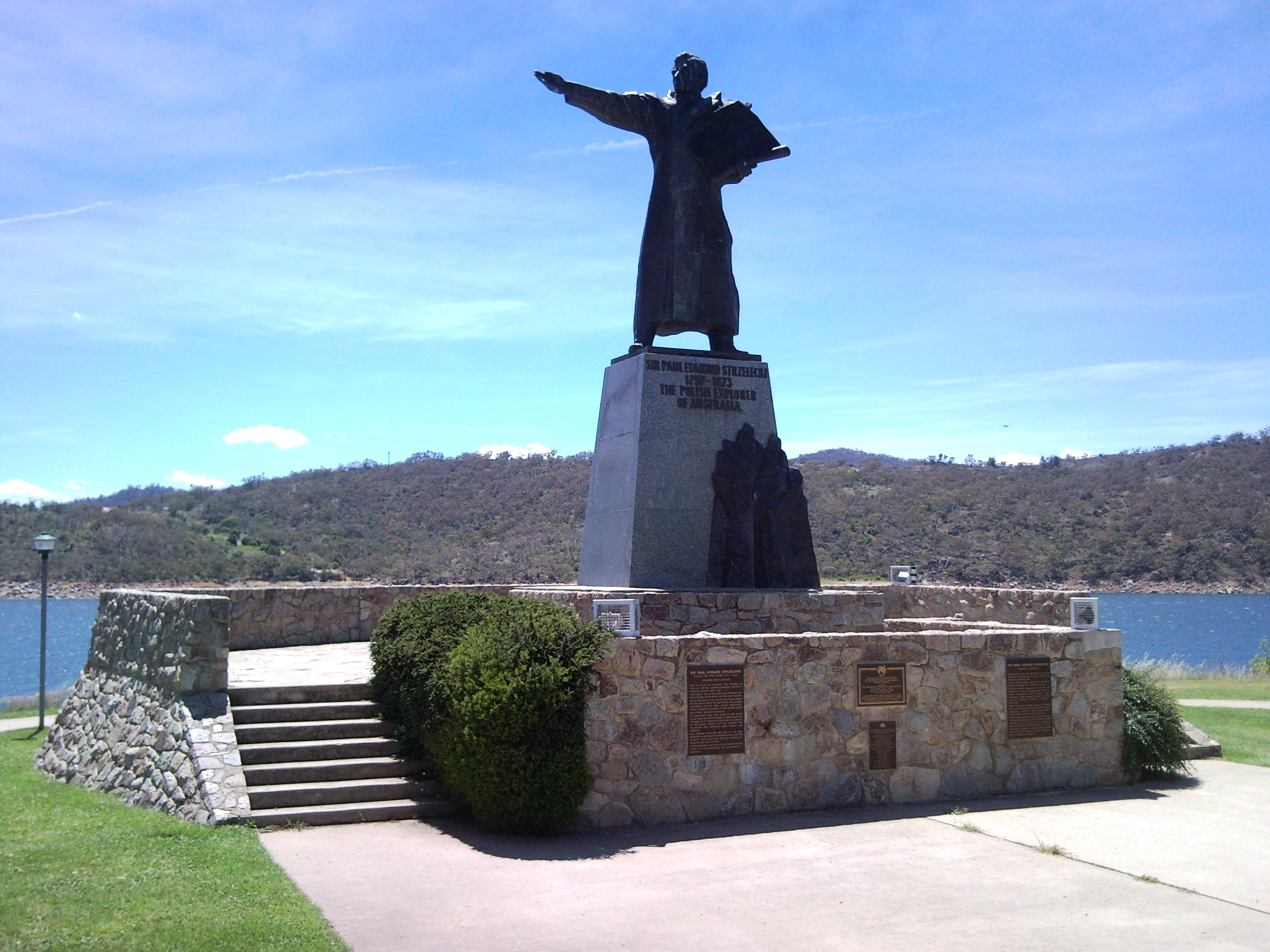
Statue von Sir Paul Edmund de Strzelecki in Jindabyne
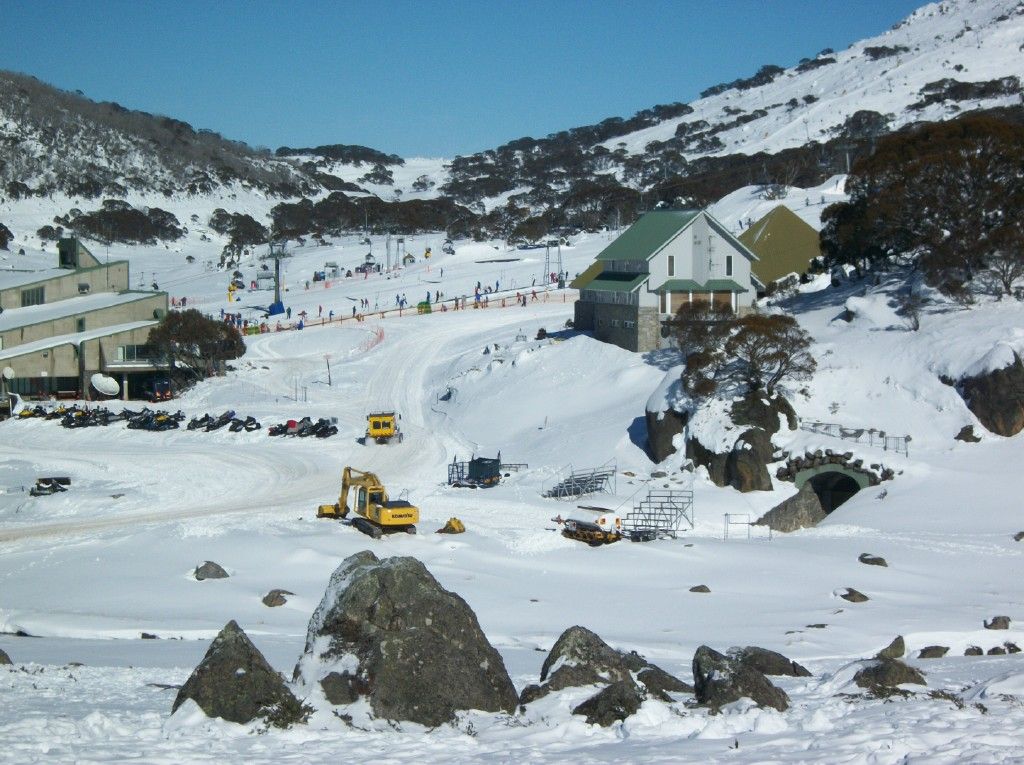
Perisher, Australiens größtes Skigebiet, ist über die Kosciuszko Road erreichbar.
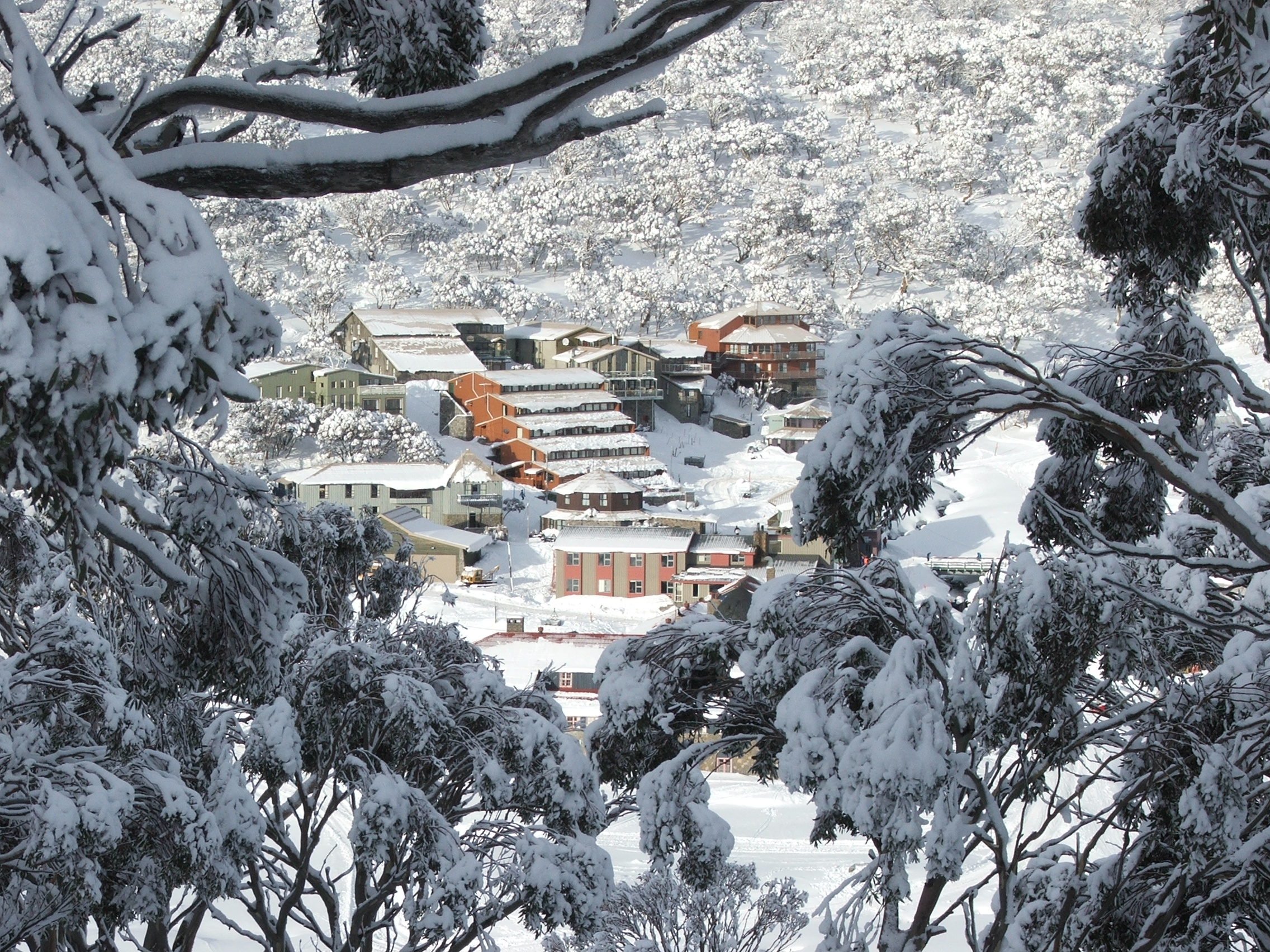
Skigebiet Charlotte Pass von der Kosciuszko Road aus im Winter